# Bradisismo
El bradisismo (del griego Βραδύς, bradýs -lento- y σεισμός, seismós -sacudida-) consiste en un periódico descenso (bradisismo negativo) o ascenso (bradisismo positivo) del nivel del suelo, relativamente lento para la escala del tiempo humano (normalmente es del orden de un centímetro al año), pero muy rápido para el tiempo geológico. Pasa inadvertido para quien se encuentre allí, pero se puede reconocer visualmente en la línea de costa, mostrando la progresiva inmersión o emersión del territorio. Es un fenómeno ligado al vulcanismo, bastante común en el área vesubiana, en especial en los Campos Flégreos (Ciudad metropolitana de Nápoles), que precisamente reciben su nombre del griego antiguo Φλέγραιος, phlegraios (ardientes).

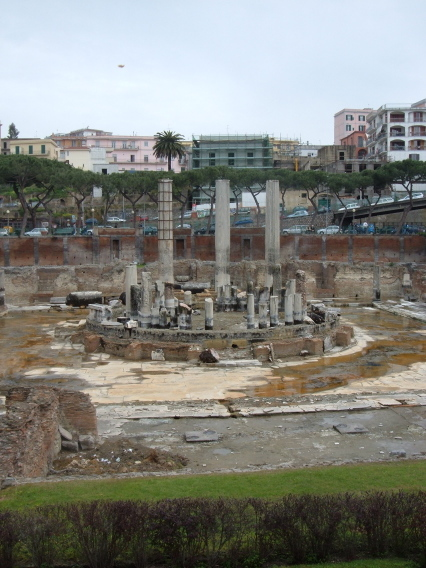
El llamado Serapeo de Pozzuoli (en realidad mercado, uno de los más grandes del Imperio romano), importante testigo del fenómeno del bradisismo.

Generalmente tal fenómeno es debido a variaciones de volumen de una cámara magmática cercana a la superficie que se vacía y se llena o incluso a variaciones de calor que influyen en el volumen de agua contenida en subsuelos muy porosos.
Otra teoría habla de ondas magmáticas que a su paso llevarían primero a un ascenso y después a un descenso de la corteza terrestre en los puntos en los que ésta resultase más fina.
El fenómeno contrario se conoce como taguisismo, o taquisismo.